# L'Empreinte digitale
Cet article concerne le film de D. W. Griffith. Pour le film de Raoul Walsh, voir Betrayed.
Pour les articles homonymes, voir Betrayed (homonymie).
Pour plus de détails, voir Fiche technique et Distribution.
L'Empreinte digitale (Betrayed by a Handprint) est un film muet américain réalisé par D. W. Griffith, sorti en 1908.
Autre nom du film : Trahie par ses empreintes digitales.

## Synopsis
Une jeune femme qui a beaucoup perdu aux cartes, vole les bijoux de son hôtesse pendant la nuit, mais elle est identifiée par son empreinte digitale.

## Fiche technique
- Titre : L'Empreinte digitale
- Titre original : Betrayed by a Handprint
- Réalisation et scénario : D. W. Griffith
- Société de production et de distribution : American Mutoscope and Biograph Company[2]
- Photographie : Arthur Marvin et G. W. Bitzer
- Pays de production :  États-Unis
- Format[3] : Noir et blanc - Muet - 1,33:1 - 35 mm[4],[5]
- Longueur de pellicule : 833 pieds (254 mètres[4])
- Durée : 9 minutes (à 16 images par seconde)[3]
- Date de sortie : 1er septembre 1908

## Distribution
Les noms des personnages proviennent de l'Internet Movie Database.
- Harry Solter : M. Wharton
- Florence Lawrence : Myrtle Vane
- Linda Arvidson : la domestique / une invitée à la fête
- Kate Bruce : Mme Wharton
- Gene Gauntier : une invitée à la fête[5],[6]
- George Gebhardt : le diseur de bonne aventure[5],[6]
- Mack Sennett : le majordome[5],[6]

## Autour du film
Les scènes du film ont été tournées les 6 et 19 août 1908 dans le studio de la Biograph à New York.
Des copies du film existent encore aujourd'hui.